# 洪洽爾基
49°19′51″N 25°25′5″E / 49.33083°N 25.41806°E
貢恰爾基（烏克蘭語：Гончарки），是烏克蘭的村落，位於該國西部捷爾諾波爾州，由捷尔诺波尔区負責管轄，始建於1472年，面積0.04平方公里，海拔高度329米，2001年人口1,472，人口密度每平方公里785.7人。